# 嚴洤
嚴洤（1424年—1483年），字宗源，號鈍庵，福建興化衛軍籍，興化府莆田縣烏石尾（今荔城区镇海街道英龙社区东山巷）人，明朝政治人物、書法家。

## 生平
正統十二年（1447年）丁卯科福建鄉試第十二名舉人，十三年（1448年）戊辰科會試中副榜。入太學，與景泰二年（1451年）狀元柯潛切磋研討，造詣日深。景泰五年（1454年）甲戌科進士。選翰林院庶吉士，與柯潛同修《寰宇通志》，七年（1456年）五月授江西道監察御史，丁母憂，服闋，天順三年（1459年）十二月改雲南道監察御史，五年（1561年）十一月提督南直學政。
成化二年（1466年）十二月出為浙江按察司副使，三年（1467年）八月調湖廣按察司副使，招撫流民，秩滿，升廣東按察使，剿滅王黑皮民變，十六年（1480年）升湖廣右布政使，因督修江堤，積勞成疾，十九年（1483年）九月升湖廣左布政使，同月卒，歸葬莆田。

## 墓葬
墓在城西北常太里松嶺下之東、龍橋之西。

## 家族
本姓姚，曾祖姚仲作，入贅嚴姓，隸軍籍，例不得復姓，故冒嚴氏。祖父嚴均良；父嚴孟器。